# Arbeitsgericht Heide
Das Arbeitsgericht Heide war ein deutsches Gericht der Arbeitsgerichtsbarkeit mit Sitz in Heide.

## Geschichte
Gemäß Arbeitsgerichtsgesetz vom 23. Dezember 1926 wurden in Deutschland Arbeitsgerichte gebildet. Diese waren nur in der ersten Instanz organisatorisch selbstständige Gerichte, die Landesarbeitsgerichte waren den Landgerichten zugeordnet. Am Landgericht Altona entstand so 1927 das Landesarbeitsgericht Altona als eines von drei Landesarbeitsgerichten im Bezirk des Oberlandesgerichts Kiel. In Heide entstand das Arbeitsgericht Heide. Sein Sprengel umfasste die Bezirke der Amtsgerichte Eddelak, Heide, Lunden, Marne, Meldorf und Wesselburen. Es bestand jeweils eine Kammer für Arbeiter, für Angestellte und für Handwerk.
Als Altona durch das Groß-Hamburg-Gesetz von 1937 nach Hamburg eingemeindet wurde, wurde das Landesarbeitsgericht Altona und das Arbeitsgericht Heide zum 31. März 1937 aufgehoben. Der Sprengels des Arbeitsgerichts Heide wurde zwischen den Arbeitsgericht Itzehohe und Arbeitsgericht Husum aufgeteilt.
Nach der Besetzung Deutschlands durch die Alliierten wurden 1945 zunächst alle Gerichte geschlossen. Die ordentlichen Gerichte wurden schon bald wieder eröffnet, während die Arbeitsgerichte zunächst nicht wieder eingerichtet wurden, so dass arbeitsgerichtliche Streitigkeiten von den ordentlichen Gerichten erledigt werden mussten. Gemäß Kontrollratsgesetz 21 sollten in Deutschland Arbeitsgerichte aufgebaut werden. Bei den Beratungen über die Umsetzung wurde als Maßstab gewählt, dass die Bezirke der Arbeitsgerichte denen der Arbeitsämter entsprechen sollten. Entsprechend wurde ein Arbeitsgericht Heide neu gebildet. 
Mit Wirkung vom 10. Mai 1950 wurde Eiderstedt aus dem Bezirk des Arbeitsgerichts Heide dem neu errichteten Arbeitsgericht Husum zugeordnet.
1975 wurde das Arbeitsgericht Heide aufgrund des Gesetzes über die Neueinteilung der Bezirke der Gerichte für Arbeitssachen in Schleswig-Holstein vom 23. Oktober 1974 aufgehoben.